# Saint-Marcel-sur-Aude
Saint-Marcel-sur-Aude là một xã của Pháp, nằm ở tỉnh Aude trong vùng Occitanie. Người dân địa phương trong tiếng Pháp gọi là Saint-Marcellois.

## Hành chính
| Danh sách thị trưởng                   |                            |                  |                   |                                                                      |
| Giai đoạn                              | Giai đoạn                  | Tên              | Đảng              | Tư cách                                                              |
| trước 1988                             | ?                          | Jean-Louis Viala | PS                |                                                                      |
| tháng 6 năm 1995                       | tháng 3 năm 2012 (từ chức) | Bernard Pendriez | Độc lập           | Nhà sản xuất rượu đã nghỉ hưu                                        |
| tháng 3 năm 2012                       | đương nhiệm                | Guillaume Héras  | Tả khuynh độc lập | Giám đốc thương mại Phó chủ tịch thứ 13 của Grand Narbonne (2014 → ) |
| Tất cả các dữ liệu trước đây không rõ. |                            |                  |                   |                                                                      |

## Thông tin nhân khẩu
| Năm | 1962 | 1968 | 1975 | 1982 | 1990  | 1999  | 2005 | 2010 | 2015 | 2021 |
| --- | ---- | ---- | ---- | ---- | ----- | ----- | ---- | ---- | ---- | ---- |
| Dân số | 809  | 878  | 847  | 927  | 1 097 | 1 268 | 1511 | 1654 | 1953 | 2027 |
| From the year 1968 on: No double counting—residents of multiple communes (e.g. students and military personnel) are counted only once. |      |      |      |      |       |       |      |      |      |      |